# 맥스무비 최고의 영화상
맥스무비 최고의 영화상은 영화 중심 엔터테인먼트 뉴스 및 정보 사이트이 맥스무비가 2004년부터 진행한 영화상 시상식이다. 온라인에서 관객이 직접 수상자를 선정하고 오프라인에서 시상까지 하는 세계 최초의 관객 선택 영화상으로, 2004년 첫 발을 내디뎠다.
대한민국에서 한 해 동안 개봉한 모든 한국영화와 외국영화가 수상 후보가 되며, 투표에 참여한 모든 네티즌관객이 심사위원이 된다. 네티즌이 직접 심사하고 시상하는 데 큰 의미가 있는 영화상이다. 모든 투표는 웹과 모바일로 각각 한 번 일일 총 두 번씩 참여가 가능하고 맥스무비에서 영화를 예매하면 영화 예매 횟수만큼 추가로 투표에 참여할 수 있다.
시상 부문은 최고의 작품상, 최고의 감독상, 최고의 남자배우상, 최고의 여자배우상, 최고의 남자조연배우상, 최고의 여자조연배우상, 최고의 신인남자배우상, 최고의 신인여자배우상, 최고의 독립영화상, 최고의 예고편상, 최고의 포스터상까지 11개 부문과 2016년 영화계의 대세가 될 영화로운 신인 배우 12명에게 수여하는 라이징 스타상을 신설해 총 12개 부문으로 치러진다.
이중에서 최고의 남자신인배우상, 최고의 여자신인배우상의 1차 후보작 선정과 최고의 독립영화상 선정은 국내 영화 전문 기자단의 투표로 이루어진다.

## 역대 주요 부문 수상작(자)

### 제1회 (2004년)
| 부문              | 수상자      | 작품            |
| ----------------- | ----------- | --------------- |
| 최고의 작품상     | 차승재 대표 | 《살인의 추억》 |
| 최고의 감독상     | 봉준호      | 《살인의 추억》 |
| 최고의 남자배우상 | 최민식      | 《올드 보이》   |
| 최고의 여자배우상 | 문소리      | 《바람난 가족》 |

### 제2회 (2005년)
| 부문              | 수상자      | 작품                |
| ----------------- | ----------- | ------------------- |
| 최고의 작품상     | 강제규 대표 | 《태극기 휘날리며》 |
| 최고의 감독상     | 강제규      | 《태극기 휘날리며》 |
| 최고의 남자배우상 | 장동건      | 《태극기 휘날리며》 |
| 최고의 여자배우상 | 수애        | 《가족》            |
| 최고의 포스터상   |             | 《가족》            |

### 제3회 (2006년)
| 부문                  | 수상자    | 작품                             |
| --------------------- | --------- | -------------------------------- |
| 최고의 작품상         | 장진 대표 | 《웰컴 투 동막골》               |
| 최고의 감독상         | 이준익    | 《왕의 남자》                    |
| 최고의 외국영화상     |           | 《킹콩》                         |
| 최고의 남자배우상     | 황정민    | 《너는 내 운명》                 |
| 최고의 여자배우상     | 전도연    | 《너는 내 운명》                 |
| 최고의 남자조연배우상 | 이준기    | 《왕의 남자》                    |
| 최고의 여자조연배우상 | 김수미    | 《가문의 위기》                  |
| 최고의 포스터상       |           | 《내 생애 가장 아름다운 일주일》 |
| 최고의 예고편상       |           | 《왕의 남자》                    |

### 제4회 (2007년)
| 부문                  | 수상자      | 작품                           |
| --------------------- | ----------- | ------------------------------ |
| 최고의 작품상         | 정승혜 대표 | 《라디오 스타》                |
| 최고의 감독상         | 봉준호      | 《괴물》                       |
| 최고의 외국영화상     |             | 《캐리비안의 해적: 망자의 함》 |
| 최고의 남자배우상     | 조인성      | 《비열한 거리》                |
| 최고의 여자배우상     | 김아중      | 《미녀는 괴로워》              |
| 최고의 남자조연배우상 | 변희봉      | 《괴물》                       |
| 최고의 여자조연배우상 | 나문희      | 《열혈남아》                   |
| 최고의 포스터상       |             | 《비열한 거리》                |
| 최고의 예고편상       |             | 《괴물》                       |
| 최고의 신인상         | 류덕환      | 《천하장사 마돈나》            |

### 제5회 (2008년)
| 부문                  | 수상자      | 작품                           |
| --------------------- | ----------- | ------------------------------ |
| 최고의 작품상         | 유인택 대표 | 《화려한 휴가》                |
| 최고의 감독상         | 김지훈      | 《화려한 휴가》                |
| 최고의 남자배우상     | 정재영      | 《바르게 살자》                |
| 최고의 여자배우상     | 김윤진      | 《세븐데이즈》                 |
| 최고의 남자조연배우상 | 박철민      | 《화려한 휴가》                |
| 최고의 여자조연배우상 | 엄지원      | 《스카우트》                   |
| 최고의 포스터상       |             | 《향수: 어느 살인자의 이야기》 |
| 최고의 예고편상       |             | 《M》                          |
| 최고의 신인상         | 이연희      | 《M》                          |

### 제6회 (2009년)
| 부문                  | 수상자              | 작품                                        |
| --------------------- | ------------------- | ------------------------------------------- |
| 최고의 작품상         | 윤인범, 김수진 대표 | 《추격자》                                  |
| 최고의 감독상         | 나홍진              | 《추격자》                                  |
| 최고의 남자배우상     | 차태현              | 《과속스캔들》                              |
| 최고의 여자배우상     | 신민아              | 《고고70》                                  |
| 최고의 남자조연배우상 | 히스 레저           | 《다크 나이트》                             |
| 최고의 여자조연배우상 | 김해숙              | 《무방비 도시》                             |
| 최고의 포스터상       |                     | 《좋은놈 나쁜놈 이상한놈》                  |
| 최고의 예고편상       |                     | 《스위니 토드 : 어느 잔혹한 이발사 이야기》 |
| 최고의 신인상         | 박보영              | 《과속스캔들》                              |
| 최고의 독립영화상     |                     | 《우린, 액션배우다》                        |

### 제7회 (2010년)
| 부문                  | 수상자                 | 작품              |
| --------------------- | ---------------------- | ----------------- |
| 최고의 작품상         | 고영재 PD, 이충렬 감독 | 《워낭 소리》     |
| 최고의 감독상         | 윤제균                 | 《해운대》        |
| 최고의 남자배우상     | 하정우                 | 《국가대표》      |
| 최고의 여자배우상     | 김혜자                 | 《마더》          |
| 최고의 남자조연배우상 | 성동일                 | 《국가대표》      |
| 최고의 여자조연배우상 | 김영애                 | 《애자》          |
| 최고의 포스터상       |                        | 《워낭 소리》     |
| 최고의 예고편상       |                        | 《2012》          |
| 최고의 남자신인배우상 | 김동욱                 | 《국가대표》      |
| 최고의 여자신인배우상 | 이시영                 | 《홍길동의 후예》 |
| 최고의 독립영화상     |                        | 《똥파리》        |

### 제8회 (2011년)
| 부문                  | 수상자 | 작품                       |
| --------------------- | ------ | -------------------------- |
| 최고의 작품상         |        | 《인셉션》                 |
| 최고의 감독상         | 이정범 | 《아저씨》                 |
| 최고의 남자배우상     | 원빈   | 《아저씨》                 |
| 최고의 여자배우상     | 최강희 | 《쩨쩨한 로맨스》          |
| 최고의 남자조연배우상 | 송새벽 | 《방자전》                 |
| 최고의 여자조연배우상 | 윤여정 | 《하녀》                   |
| 최고의 포스터상       |        | 《이상한 나라의 앨리스》   |
| 최고의 예고편상       |        | 《해리포터와 죽음의 성물》 |
| 최고의 남자신인배우상 | 최승현 | 《포화 속으로》            |
| 최고의 여자신인배우상 | 김새론 | 《아저씨》                 |
| 최고의 독립영화상     |        | 《울지마 톤즈》            |

### 제9회 (2014년)
| 부문                  | 수상자 | 작품                         |
| --------------------- | ------ | ---------------------------- |
| 최고의 작품상         |        | 《변호인》                   |
| 최고의 감독상         | 양우석 | 《변호인》                   |
| 최고의 남자배우상     | 송강호 | 《변호인》                   |
| 최고의 여자배우상     | 전도연 | 《집으로 가는 길》           |
| 최고의 남자조연배우상 | 곽도원 | 《변호인》                   |
| 최고의 여자조연배우상 | 김영애 | 《변호인》                   |
| 최고의 포스터상       |        | 《관상》                     |
| 최고의 예고편상       |        | 《변호인》                   |
| 최고의 남자신인배우상 | 임시완 | 《변호인》                   |
| 최고의 여자신인배우상 | 갈소원 | 《7번방의 선물》             |
| 최고의 독립영화상     |        | 《지슬: 끝나지 않은 세월 2》 |

### 제10회 (2015년)
| 부문                  | 수상자          | 작품                          |
| --------------------- | --------------- | ----------------------------- |
| 최고의 작품상         |                 | 《명량》                      |
| 최고의 감독상         | 크리스토퍼 놀란 | 《인터스텔라》                |
| 최고의 남자배우상     | 최민식          | 《명량》                      |
| 최고의 여자배우상     | 천우희          | 《한공주》                    |
| 최고의 남자조연배우상 | 조진웅          | 《끝까지 간다》               |
| 최고의 여자조연배우상 | 나문희          | 《수상한 그녀》               |
| 최고의 포스터상       |                 | 《님아, 그 강을 건너지 마오》 |
| 최고의 예고편상       |                 | 《해무》                      |
| 최고의 남자신인배우상 | 박유천          | 《해무》                      |
| 최고의 여자신인배우상 | 김슬기          | 《국제시장》                  |
| 최고의 독립영화상     |                 | 《한공주》                    |

### 제11회 (2016년)
| 부문                  | 수상자                                                                             | 작품                       |
| --------------------- | ---------------------------------------------------------------------------------- | -------------------------- |
| 최고의 작품상         |                                                                                    | 《베테랑》                 |
| 최고의 감독상         | 류승완                                                                             | 《베테랑》                 |
| 최고의 남자배우상     | 유아인                                                                             | 《베테랑》                 |
| 최고의 여자배우상     | 전지현                                                                             | 《암살》                   |
| 최고의 남자조연배우상 | 오달수                                                                             | 《베테랑》                 |
| 최고의 여자조연배우상 | 라미란                                                                             | 《히말라야》               |
| 최고의 포스터상       |                                                                                    | 《히말라야》               |
| 최고의 예고편상       |                                                                                    | 《매드 맥스: 분노의 도로》 |
| 최고의 남자신인배우상 | 류준열                                                                             | 《소셜포비아》             |
| 최고의 여자신인배우상 | 박소담                                                                             | 《검은 사제들》            |
| 최고의 독립영화상     |                                                                                    | 《소셜포비아》             |
| 라이징스타상          | 도경수, 류준열, 박보검, 박소담, 설현, 이성경, 임시완, 정하담, 지수, 채수빈, 최우식 |                            |